# M4isMite
M4isMite（エンフォーズマイト）は、日本の女性アイドルグループ。略称はエンマイ。

## 概要
ダンスロック・アイドルをコンセプトとして掲げており、ダンスパフォーマンスに重点を置きつつ、曲調としてはロック調をベースにした楽曲がメインである。

## 略歴
2022年
12月6日、M4isMiteとして活動開始を発表。
12月17日、新宿HEISTにてプレデビューライブを実施。以降、プレ公演を都内各所で実施。
2023年
2月26日　新宿HEISTでの本格始動公演「M4isMite DEBUT LIVE」にて本格デビュー。
3月19日、初台DOORSにて開催の「オトギノマオイ生誕祭」出演。
5月3日、千葉中央公園にて「食楽ICHIBA 19」に出演。（後援：千葉市）
5月7日、J-SQUARE SHINAGAWAにて開催の「TRYCREW GIRLS REGULAR EVENT vol.11」出演。
5月27日、渋谷Star Loungeにて「SKYZ IDOL PARTY PLUS ☑️mate. 雲李わた生誕祭」出演。
6月1日、横浜1000CLUBにて「本命！アイドルライブ」出演。
6月3日、静岡・三島市民文化会館 ゆうゆうホール広場にて開催の「一番町ホタルまつり」に出演。（後援：三島市）
同日、1stデモCDリリース。
6月9日、Mayuが適応障害により活動継続が困難となり、脱退。
6月18日、目黒鹿鳴館にて「僕には通じない新体制記念主催ライブ ～RE:BOOTING YOUR ROCK～」出演。
6月29日、INAが持病の悪化により脱退。
7月15日、山形Sandinistaにて「anew定期公演 CHIKAKARA vol.9」に出演。
7月17日、吉祥寺ROCK JOINT GBにて「ウンチョコアイドルフェスティバルvol.4」出演。
7月24日、横浜1000CLUBにて「本命！アイドルライブ」出演。
8月2日　新宿HEISTにて初となるワンマンライブ「LOOK！ROCK！BOMBER！」を開催。
8月20日、千葉・津田沼公園にて開催の「モリシア津田沼 楽市フリーマーケット野外ライブ」に出演。
9月8日、Miu. ソロ名義にて「ハナミズキ（feat.一青窈）」配信リリース。
9月16日、山形城北高校 学園祭「城北祭」にゲスト出演。同日、1stシングルCD「Anywhere」リリース。
9月24日、新宿HEISTにてMinami生誕祭「みなみを知ると世界は平和に…！」開催。
10月2日、西永福JAMにて「A-Russian presents -3MAN LIVE-」に、ЯanaB、Lifestaとの3MANライブとして出演。
10月9日、LIVE ROXY SHIZUOKA・静岡SUNASHの二会場で開催の「熱闘アイドル甲子園オータムフェス2023 in 静岡×押忍フェス」出演。
11月19日、上野恩賜公園 野外ステージ（旧・上野水上音楽堂）にて開催の「みんなのアイドルフェスティバルin UENO」に出演。
11月27日、駒沢Camitedにて「ЯanaB定期公演 ちょうちょの集い 〜この花とまれ〜」に、ЯanaB、FlaPとの3MANライブとして出演。
12月2日、BASEMENT MONSTAR王子にて、5％BERMUDA 3周年記念フェスイベント「GO！GO！バズーカMUSIC！」出演。（協賛：東スポ餃子）
同フェスイベントにて、VORCHAOSやダンサーPInO、主謀者翔馬らと共演。
12月12日、原宿RUIDOにて「HARAJUKU RUIDO SUPER LIVE」出演。
12月17日、上野恩賜公園 野外ステージ（旧・上野水上音楽堂）にて開催の「上野恩賜公園 SUPER LIVE 2023」に出演。
12月28日、YOKOHAMA COAST garage+にて開催の「YOKOHAMA COAST SUPER LIVE 2023」に出演。
2024年
1月31日、渋谷eggmanにて「Shibuya Drive 02」出演。同イベントにてまつりな（ex.ザ・コインロッカーズ、ex.GЯeeD）と共演。
2月14日、代官山SPACE ODDにて「SHIRA-SHINKEN vol.22」出演。
2月24日、下北沢Flowers Loftにて活動1周年記念ワンマン公演「-Do IT-」を開催。同公演をもってグループ解散。また、それに伴いメンバーらも所属事務所を同年2月28日に退所した。

## メンバー

### 現メンバー
- MOE
- Minami[15][16][17]
- SHOKO
- Miu.

### 旧メンバー
- INA
- Mayu

## ディスコグラフィ

### シングル
|     | 発売日        | タイトル | 規格 | 収録曲                                   | 備考               |
| --- | ------------- | -------- | ---- | ---------------------------------------- | ------------------ |
| 1st | 2023年9月16日 | Anywhere | CD   | 1. Anywhere 2. CheckMate 3. Horizon blue | ライブ会場限定発売 |

### 配信シングル
|     | 配信日       | タイトル                  | 規格                   | 収録曲                       | 備考          |
| --- | ------------ | ------------------------- | ---------------------- | ---------------------------- | ------------- |
| 1st | 2023年9月8日 | ハナミズキ（feat.一青窈） | デジタル・ダウンロード | 1. ハナミズキ（feat.一青窈） | Miu. ソロ名義 |

### 未音源化曲
- Frontier

## タイアップ
| 曲名         | タイアップ                                                                                   |
| ------------ | -------------------------------------------------------------------------------------------- |
| Anywhere     | 市川うららFM「プロジェクト・リーフェリア 虹の架け橋」2023年7月度 第四週目エンディングテーマ  |
| Horizon blue | 市川うららFM「プロジェクト・リーフェリア 虹の架け橋」2023年11月度 第一週目エンディングテーマ |

## 出演

### テレビ
- AIDOL SCRAMBLE（2023年3月4日、スカパー!プレミアム）

### ラジオ
- AIDOL SCRAMBLE（2023年2月4日・11日 、渋谷クロスFM）
- INDIES NIGHT（2023年6月6日、市川うららFM）
- ウィンディーズマニア！シャバダバ！このみさんに聴いてもらいたいマニアたち（2023年11月28日、市川うららFM）[20]

### WEB番組
- ザベスの生でダラダラいかせて！！（2024年2月8日、YouTube）